# EXO-K
Pour les articles homonymes, voir Exo.
Pour un article plus général, voir Exo (groupe).
 (octobre 2019).
Si vous disposez d'ouvrages ou d'articles de référence ou si vous connaissez des sites web de qualité traitant du thème abordé ici, merci de compléter l'article en donnant les références utiles à sa vérifiabilité et en les liant à la section « Notes et références ».
EXO-K est un boys band sud-coréen composé de six danseurs, chanteurs et rappeurs. Il est le sous-groupe coréen du boys band EXO formé par le label sud-coréen SM Entertainment.

## Membres

### Suho
Suho, de son vrai nom Kim Jun-myeon (김준면), né le 22 mai 1991 . Il est de nationalité sud-coréenne et est le leader du groupe EXO-K.

### Baekhyun
Baekhyun, de son vrai nom Byun Baek-hyun (변백현), né 6 mai 1992 . Il est de nationalité sud-coréenne et est le chanteur principal du groupe.

### Chanyeol
Chanyeol, de son vrai nom Park Chan-yeol (박찬열), né le 27 novembre 1992 . Il est de nationalité sud-coréenne et est le rappeur principal du groupe.

### D.O.
D.O., de son vrai nom Do Kyung-soo (도경수), né le 12 janvier 1993 . Il est de nationalité sud-coréenne il est le second chanteur du groupe.

### Kai
Kai, de son vrai nom Kim Jong-in (김종인), né le 14 janvier 1994 . Il est de nationalité sud-coréenne et est le danseur principal.

### Sehun
Sehun, de son vrai nom Oh Se-hun (오세훈), né le 12 avril 1994 . Il est de nationalité sud-coréenne et est le maknae (plus jeune) du groupe.